# Varanus boehmei
Il varano arboricolo a macchie dorate (Varanus boehmei Jacobs, 2003) è una specie della famiglia dei Varanidi originaria dell'isola indonesiana di Waigeo. Appartiene al sottogenere Euprepiosaurus.

## Descrizione
Ha la pelle di colore nero, con squame sparse gialle disposte in macchie e ocelli che talvolta formano alcune fasce chiare lungo il dorso. La coda, lunga il doppio del corpo, è prensile, come nelle altre specie del gruppo prasinus: la sua parte superiore è nera, mentre quella inferiore è chiara per il primo terzo e nera per i restanti due terzi. Questa specie può raggiungere i 100 cm di lunghezza, dei quali circa 65 spettanti alla sola coda.

## Distribuzione e habitat
V. boehmei è endemico delle foreste dell'isola di Waigeo (3140 km²), situata presso l'estremità nord-occidentale della penisola di Vogelkop, in Nuova Guinea.

## Biologia
Come le altre specie di varani del gruppo prasinus, è un ottimo arrampicatore, come si può intuire dalla prensilità della coda.